# Minúscula 7
Minúscula 7 (en la numeración Gregory-Aland), ε 287 (Soden) es un manuscrito griego en minúsculas del Nuevo Testamento, en pergamino. Es datado paleográficamente en el siglo XII.

## Descripción
El códice contiene el texto completo de los cuatro Evangelios en 186 hojas de pergamino (20.6 cm por 16 cm). El texto está escrito en una columna por página, 29 líneas por página. Las letras mayúsculas se escriben en color, las letras iniciales se escriben en rojo.
El texto de los Evangelios está dividido de acuerdo a los κεφαλαια (capítulos), cuyos números se colocan al margen del texto, y sus τιτλοι (títulos) en la parte superior de las páginas. El texto de los Evangelios está también dividido de acuerdo a las más pequeñas Secciones Amonianas (en Marcos, 241 secciones), con referencias a los Cánones de Eusebio.
Contiene Prolegómenos, synaxaria, la Epistula ad Carpianum, las tablas de los Cánones de Eusebio al inicio, ilustraciones, Menologio y marcas del leccionario en el margen.

## Texto
De acuerdo con Tischendorf representa al texto bizantino pero con algunas lecturas alejandrinas. Kurt Aland no lo colocó en ninguna categoría. Según el Perfil del Método de Claremont es una mezcla de tipos textuales junto con los manuscritos 267, 1651 y 1654. Esa mezcla se encuentra allegada a la familia textual Kx.
Pertenece a la familia textual 1424.

## Historia
El manuscrito fue examinado por Wettstein y Scholz. Scholz solamente examinó Marcos 1-6 y Juan 3-8. De acuerdo con F. H. A. Scrivener parece ser el ς' de Stephens.  Fue examinado y descrito por Paulin Martin. C. R. Gregory vio el manuscrito en 1885.
Wettstein dio el número 7 al manuscrito.
El códice ahora se encuentra en la Bibliothèque nationale de France (Gr. 71) en París.